# 2MASS J14412846+5046005
SDSS J144128.52+504600.4 ist ein Himmelskörper (Brauner Zwerg) im Sternbild Bärenhüter. Er wurde 2006 von Kuenley Chiu et al. entdeckt. Er gehört der Spektralklasse L3 an.